# Северный Хорасан (урановое месторождение)
Северный Хорасан — урановое месторождение в Казахстане, расположено на левобережье Сырдарьи в 34 км от Жанакоргана. Открыто в 1979 году.
Протяжённость рудных залежей составляет 10-12 км при ширине 200—250 м, глубина залегания от 200 до 800 м. Из-за большой протяжённости месторождение было разделено на два участка — Хорасан-1 и Хорасан-2.
Суммарные запасы месторождения оцениваются в 160 тысяч тонн урана, объём ежегодной добычи — более 3 тысяч тонн. Добыча осуществляется методом подземного скважинного выщелачивания.
Лицензией на разработку владеет ТОО Кызылкум. Учредителями ТОО Кызылкум являются Казатомпром (30 %), консорциум японских энергетических компаний — компания Energy Asia Ltd (40 %) и UrAsia London Ltd (30 %). Также лицензией на разработку владеет ТОО Байкен-U Energy Asia Ltd 45 % и Казатомпром 55 %.